# 7-й Конгресс США
Седьмо́й Конгре́сс США — заседание Конгресса США, действовавшее в Капитолии в Вашингтоне с 4 марта 1801 года по 4 марта 1803 года в период первых двух лет президентства Томаса Джефферсона. Распределение мест в Палате представителей было основано на первой переписи населения Соединённых Штатов в 1790 году. В обеих палатах было демократическо-республиканское большинство, за исключением специальной сессии Сената, когда в нём было большинство у федералистов.

## Важные события

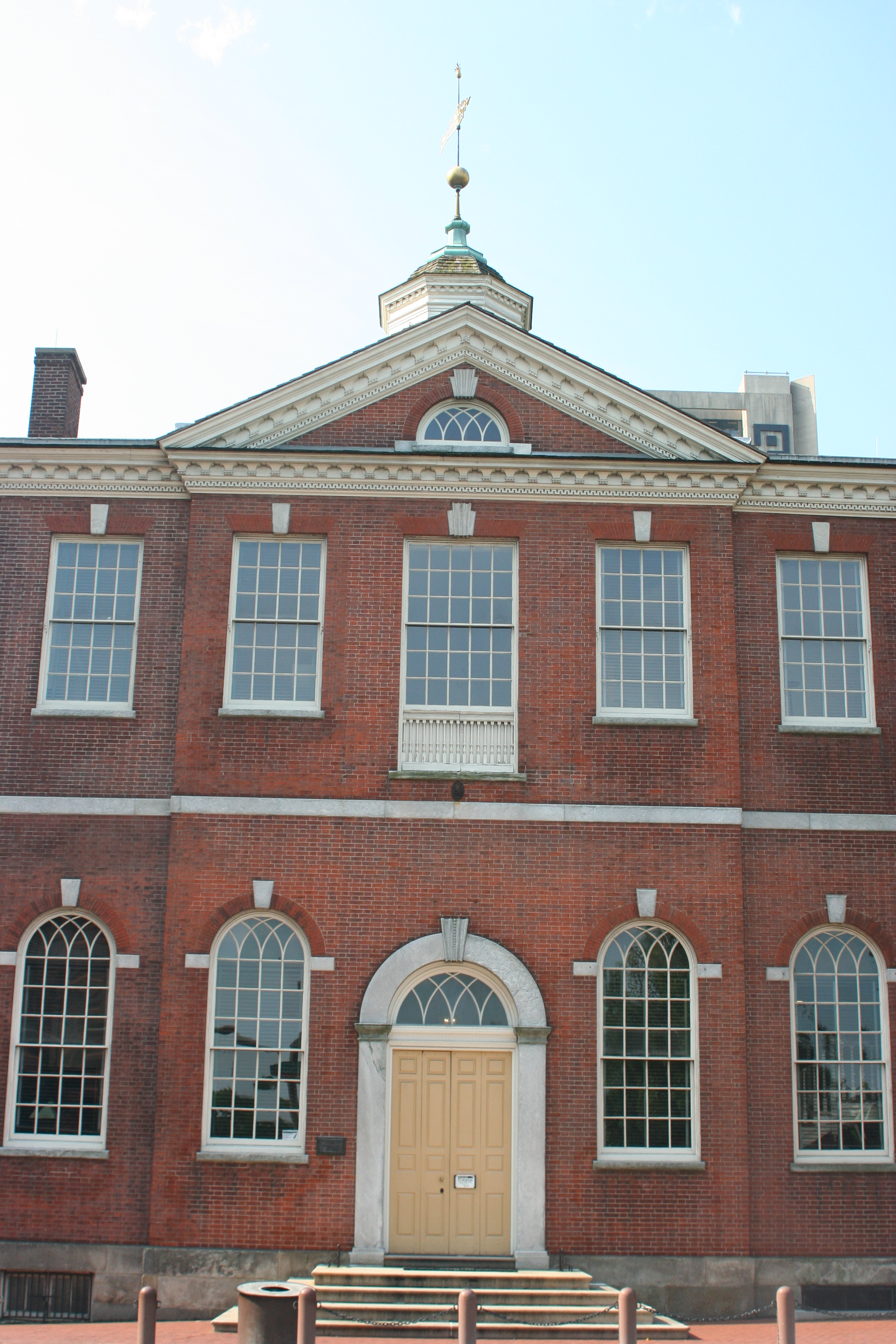
Здание Суда до 1801 года, располагавшееся в мэрии Филадельфии

- 4 марта 1801 года: Томас Джефферсон стал президентом Соединённых Штатов.
- 10 мая 1801 года: Паша Триполи объявил войну Соединённым Штатам, срубив флагшток на консульстве.
- 16 марта 1802 года: основан Вест-Пойнт.
- 24 февраля 1803 года: Впервые акт Конгресса был объявлен неконституционным: дело Верховного суда США, Мэрбэри против Мэдисона.

## Сессии
- Специальная сессия: 4 марта 1801 – 5 марта 1801
- 1-я сессия: 7 декабря 1801 – 3 мая 1802
- 2-я сессия: 6 декабря 1802 – 3 марта 1803

## Ключевые законы
- Закон о военном установлении мира (англ. Military Peace Establishment Act; 1802)
- Закон о судебной системе 1802 года (англ. Judiciary Act of 1802; 1802)
- Разрешительный акт 1802 года (англ. Enabling Act of 1802; 1802)

## Новый штат
Огайо был признан штатом, ранее входившим в состав Северо-Западной территории. Точная дата неясна и оспаривается, но бесспорно, что это было во время этого Конгресса. Официальная дата, когда Огайо стал штатом, не была установлена до 1953 года, когда 83-й Конгресс США принял закон, ретроспективно определяющий дату первого заседания законодательного собрания штата Огайо, 1 марта 1803 года, в качестве этой даты. Однако 30 апреля 1802 года 7-й Конгресс США принял закон, «разрешающий жителям Огайо формировать Конституцию и правительство штата, а также приём Огайо в Союз». 19 февраля 1803 года тот же Конгресс принял закон, «предусматривающий исполнение законов Соединённых Штатов в штате Огайо». В Биографическом справочнике Конгресса Соединённых Штатов говорится, что Огайо был принят в Союз 29 ноября 1802 года, и с этой даты его места в Конгрессе считаются вакантными.

## Членство

### Сенат
Хотя у федералистов было больше сенаторов во время очень короткой специальной сессии в марте 1801 года, к тому времени, когда в декабре 1801 года собралась первая очередная сессия, демократо-республиканцы получили контроль над большинством.
| Начало | 32 | 0 | 14 | 18 |
| Конец  | 31 | 3 | 17 | 14 |

### Палата представителей

Распределение представителей Партий в палате по штатам

| Начало | 103 | 3 | 67 | 36 |
| Конец  | 105 | 2 | 67 | 38 |

## Руководство
|  |                              |                                              |                                           |                                                |  |
|  | Аарон Бёрр, президент Сената | Эйбрэхэм Болдуин, временный президент Сената | Стивен Брэдли, временный президент Сената | Натаниель Мэйкон, спикер Палаты представителей |  |

### Сенат
- Председатель:
  - Аарон Бёрр (Демократическо-республиканская партия), с 4 марта 1801
- Временный президент:
  - Эйбрэхэм Болдуин (Демократическо-республиканская партия), с 7 декабря 1801 по 13 декабря 1802
  - Стивен Брэдли (Демократическо-республиканская партия), с 14 декабря 1802

### Палата представителей
- Спикер
  - Натаниель Мэйкон (Демократическо-республиканская партия), с 7 декабря 1801

## Состав
Этот список упорядочен по палатам, а затем по штатам. Сенаторы перечислены по классам, а представители — по округам.

### Сенат

Партийная принадлежность сенаторов по штатам на открытии 7-го Конгресса в марте 1801 г.
2 Демократо-республиканца
1 Демократо-республиканец и 1 Федералист
2 Федералиста

Сенаторы избирались законодательными собраниями штатов каждые два года, причём одна треть начинала новые шестилетние сроки с каждым Конгрессом. Перед именами сенаторов указана эмблема их партии; после имени в скобках — номера классов Сената, которые указывают цикл их выборов. На этом Конгрессе:
- Класс 1 означал, что их срок полномочий закончился на этом Конгрессе, и им предстояло переизбрание в 1802 году;
- Класс 2 означал, что их срок полномочий начался на последнем Конгрессе, которому предстояло переизбрание в 1804 году;
- Класс 3 означал, что их срок полномочий начался на этом Конгрессе, и им предстояло переизбрание в 1806 году.

| Нэтэниэл Чипмэн (1) Элайджа Пэйн (3), до 1 сентября 1801 Стивен Брэдли, с 15 октября 1801 Стивенс Мэйсон (1) Уилсон Николас (2) Сэмюэл Уайт (1) Уильям Уэллс (2) Эйбрэхэм Болдуин (2) Джеймс Джексон (3) Джон Браун (2) Джон Брекинридж (3) Джеймс Хиллхаус (1) Юрайя Трэйси (3) Джонатан Мэйсон (1) Дуайт Фостер (2), до 2 марта 1803 Джон Эгер Ховард (1) Уильям Хиндмэн (3), до 19 ноября 1801 Роберт Райт, с 19 ноября 1801 Сэмюэл Ливермор (2), до 12 июня 1801 Симеон Олкотт, с 17 июня 1801 Джеймс Шиф (3), до 14 июня 1802 Уильям Пламер, с 17 июня 1802 | Аарон Огден (1) Джонатан Дэйтон (2) Говернер Моррис (1) Джон Армстронг (3), до 5 февраля 1802 Девитт Клинтон, с 9 февраля 1802 Вакантно (вновь принятый штат) Джеймс Росс (1) Питер Мюленберг (3), до 30 июня 1801 Джордж Логан, с 13 июля 1801 Теодор Фостер (1) Рэй Грин (2), до 5 марта 1801 Кристофер Эллери, с 6 мая 1801 Джесси Франклин (2) Дэвид Стоун (3) Джозеф Андерсон (1) Уильям Кок (2) Чарльз Пинкни (2), до 6 июня 1801 Томас Самтер, с 15 декабря 1801 3. Джон Колхаун (3), до 26 октября 1802 Пирс Батлер, с 4 ноября 1802 |  |

### Палата представителей
Перед именами членов Палаты представителей указана эмблема их партии; после имени в скобках — номер округа (цифровое обозначение) или общий список (буквы ОС).

| Исраэл Смит (1) Льюис Моррис (2) Джон Смит (1) Дэвид Холмс (2) Джордж Джексон (3) Эбрэм Тригг (4) Джон Тригг (5) Мэттью Клэй (6) Джон Рэндолф (7) Томас Клэйборн (8) Уильям Джайлз (9) Эдвин Грэй (10) Томас Ньютон (11) Джон Стрэттон (12) Джон Клоптон (13) Сэмюэл Кэбелл (14) Джон Доусон (15) Энтони Нью (16) Ричард Брент (17) Филип Томпсон (18) Джон Талиаферро (19) Джеймс Бейард (ОС) Джон Милледж (ОС), до мая 1802 Питер Ирли (ОС), с 10 января 1803 Бенджамин Талиаферро (ОС), до мая 1802 Дэвид Мериуэзер (ОС), с 6 декабря 1802 Томас Дэвис (1) Джон Фаулер (2) Сэмюэл Дана (ОС) Джон Дэвенпорт (ОС) Кэлвин Годдард (ОС), с 14 мая 1801 Роджер Грисволд (ОС) Элиас Перкинс (ОС) Джон Коттон Смит (ОС) Бенджамин Толлмэйдж (ОС), с 21 сентября 1801 Джон Бэйкон (1) Уильям Шепард (2) Эбенезер Мэттун (3) Леви Линкольн (4), до 5 марта 1801 Сет Хастингс, с 11 января 1802 Лемюэл Уильямс (5) Джосайя Смит (6) Фэнуэл Бишоп (7) Уильям Юстис (8) Джозеф Брэдли Варнум (9) Нэтэн Рид (10) Манасси Катлер (11) Силас Ли (12), до 20 августа 1801 Сэмюэл Тэтчер, с 6 декабря 1802 Пелег Уодсуорт (13) Ричард Каттс (14), с 7 декабря 1801 Джон Кэмпбелл (1) Ричард Спригг (2), до 11 февраля 1802 Уолтер Боуи, с 24 марта 1802 Томас Плэтер (3) Дэниэл Хистер (4) Сэмюэл Смит (5) Джон Арчер (6) Джозеф Николсон (7) Джон Деннис (8) | Эбиэл Фостер (ОС) Джозеф Пирс (ОС), до июня 1802 Сэмюэл Хант, с 6 декабря 1802 Сэмюэл Тенни (ОС) Джордж Апхэм (ОС) Джон Кондитт (ОС) Эбенезер Элмер (ОС) Уильям Хелмс (ОС) Джеймс Мотт (ОС) Генри Саутард (ОС) Джон Смит (1) Сэмюэл Митчилл (2) Филип Ван Кортлэндт (3) Лукас Элмендорф (4) Томас Тиллотсон (5), до 10 августа 1801 Теодорас Бэйли, с 7 декабря 1801 Джон Бёрд (6), до 25 июля 1801 Джон Питер Ван Несс, с 7 декабря 1801 по 17 января 1803; вакантный после этого Двид Томас (7) Киллиан Ван Ренсселер (8) Бенджамин Уокер (9) Томас Моррис (10) Вакантно (вновь принятый штат) (ОС) Уильям Джонс (1) Майкл Лайб (2) Джозеф Хемфилл (3) Роберт Браун (4А) Айзек Ван Хорн (4Б) Джозеф Хистер (5) Джон Ханна (6) Томас Буде (7) Джон Стюарт (8) Эндрю Грегг (9) Генри Вудс (10) Джон Смайли (11) Уильям Ходж (13) Джозеф Стэнтон (ОС) Томас Тиллингхэст (ОС) Джеймс Холланд (1) Арчибальд Хендерсон (2) РобертУильямс (3) Ричард Стэнфорд (4) Нэтэниэл Мэйкон (5) Уильям Хилл (6) Уильям Бэрри Гроув (7) Чарльз Джонсон (8), до 23 июля 1802 Томас Уайннс, с 7 декабря 1802 Уиллис Олстон (9) Джон Стэнли (10) Уильям Диксон (ОС) Томас Лаундес (1) Джон Ратледж (2) Бенджамин Хагер (3) Томас Самтер (4), до 15 декабря 1801 Ричард Уинн, с 24 января 1802 Уильям Батлер (5) Томас Мур (6) Территория Миссисипи Нэрсуорти Хантер, 11 марта 1802 Томас Грин, с 6 декабря 1802 Северо-Западная территория Пол Фиринг |

## Комитеты
Списки комитетов и их партийных руководителей.

### Сенат
- Комитет полного состава (англ. Committee of the Whole)

### Палата представителей
- Комитет по вопросам претензий (англ. Committee on Claims) (председатель: Джон К. Смит)
- Комитет по вопросам торговли и производства (англ. Committee on Commerce and Manufactures) (председатель: Сэмюэл Смит)
- Комитет по вопросам выборов (англ. Committee on Elections) (председатель: Джон Милледж, затем Джон Бэйкон)
- Комитет по вопросам пересмотра и незавершенным делам (англ. Committee on Revisal and Unfinished Business) (председатель: Джон Дэвенпорт)
- Комитет по вопросам правил (англ. Committee on Rules)
- Комитет по вопросам стандартов официального поведения (англ. Committee on Standards of Official Conduct)
- Комитет по вопросам путей и средств (англ. Committee on Ways and Means) (председатель: Джон Рэндолф)
- Комитет полного состава (англ. Committee of the Whole)

### Совместные комитеты
- Объединённый комитет по вопросам внесения законопроектов (англ. Joint Committee on Enrolled Bills)

## Офицеры

### Директораагентств законодательной власти
- Архитектор Капитолия: Уильям Торнтон, с 1793 по 1802
- Библиотекарь Конгресса: Джон Дж. Бекли, с 29 января 1802

### Сенат
- Капеллан: Томас Дж. Клаггетт (Епископальная церковь), с 27 ноября 1800 до 9 декабря 1801
- Капеллан: Эдвард Гант (Епископальная церковь), с 9 декабря 1801
- Секретарь: Сэмюэл А. Отис, с 8 апреля 1789
- Привратник: Джеймс Мазерс с 7 апреля 1789

### Палата представителей
- Капеллан: Томас Лайелл (Методист), с 27 ноября 1800 до 10 декабря 1801
- Капеллан: Уильям Паркинсон (Баптист), с 10 декабря 1801
- Клерк: Джон Холт Освальд, с 1799 до 7 декабря 1801
- Клерк: Джон Дж. Бекли, с 7 декабря 1801
- Привратник: Томас Клэкстон, с 1795
- Сержант по оружию: Джозеф Уитон, с 12 мая 1789